# Carlos Holguín Mallarino
Carlos Holguín Mallarino (Nóvita, 11 giugno 1832 – Bogotà, 19 ottobre 1894) è stato un politico colombiano.
Convintissimo sostenitore del presidente della repubblica Rafael Núñez, fu ambasciatore in Inghilterra dal 1880 e in Spagna dal 1881.
Divenuto Ministro degli esteri (1887), Ministro dell'interno e Ministro della guerra, nel 1888 fu eletto presidente della Colombia e nel 1894 concluse la carriera come presidente del senato.